# Cleisocentron
Cleisocentron es un género que tiene asignadas cinco especies de orquídeas epífitas. Es originario desde el este del Himalaya hasta el norte de Borneo.

## Taxonomía
El género fue descrito por Paul Johannes Brühl y publicado en A Guide to the Orchids of Sikkim 136. 1926.

## Especies deCleisocentron
- Cleisocentron abasii Cavestro, Orchidophile (Asnières) 153: 184 (2002).
- Cleisocentron gokusingii J.J.Wood & A.L.Lamb, Malesian Orchid J. 1: 88 (2008).
- Cleisocentron klossii (Ridl.) Garay, Bot. Mus. Leafl. 23: 167 (1972).
- Cleisocentron merrillianum (Ames) Christenson, Amer. Orchid Soc. Bull. 61: 246 (1992).
- Cleisocentron pallens (Cathcart ex Lindl.) N.Pearce & P.J.Cribb, Edinburgh J. Bot. 58: 118 (2001).[1]